# Калиев, Жекен Калиевич
Жекен Калиулы Калиев (каз. Жекен Қалиұлы; род. 7 ноября 1931, Ермак (ныне город Аксу), Павлодарский округ, Казахская АССР, РСФСР, СССР — 11 июля 2020) — советский и казахстанский государственный и общественный деятель, руководитель подразделения ООН в Казахстане, почетный председатель Международного фонда «Толегетай».

## Биография
Выпускник Алматинского педагогического института иностранных языков (годы учёбы 1948—1951 и 1956—1957).
Репрессирован по политическим мотивам в 1951 году (пп 10-11 УК РСФСР), осужден на 10 лет и реабилитирован в 1956 году.
Учитель, заведующий учебной частью Үңгіртасской школы-интерната Алматинской области Қазақской ССР (1957—1961).
С 1961 года работал в КазГУ им. С. М. Кирова ассистентом, с 1962 года преподавателем. С 1963 года - старший преподаватель кафедры иностранных языков, заведующий кафедрой иностранных языков и романо-германской филологии. Преподавал лексику английского языка для старших курсов и специализированных групп. С 1965 года в аспирантуре Института языкознания АН КазССР.
В 1968 году занял пост первого заместителя министра иностранных дел Казахской ССР. В 1974 году назначен начальником Главного управления по иностранному туризму при Совете министров Казахской ССР.
Председатель президиума Казахского общества дружбы и культурных связей с зарубежными странами (1976—1984). Депутат Верховного Совета Казахской ССР 10-го созыва (1980—1984). Председатель правления общества «Книга» (1984—1990). Депутат Верховного Совета Казахской ССР 12-го созыва (1990). Депутат Верховного Совета СССР, Председатель Комитета Совета Республик Верховного Совета СССР по экологии, здравоохранению (1991 год).
В независимом Казахстане - президент Внешнеполитической ассоциации Казахстана (1991—1999), депутат Мажилиса Парламента Республики Казахстан 2-го созыва, член Комитета по международным делам, обороне и безопасности (1999—2005), член Общественной палаты Парламента Республики Казахстан (2006—2017), председатель Ассоциации Казахстанско-Японского делового и гуманитарного сотрудничества «Прогресс» (2007—2020), председатель Ассоциации содействия ООН в Республике Казахстан (2005—2020).
В 1992 году - заведующий кафедрой романо-германской филологии КазНУ. Издавал методические пособия по темам международных отношений и английского языка для вузов и средних учебных заведений.
Сын — Калиев, Еркин Жакенович.

## Награды
Жекен Қалиұлы награждён следующими орденами и медалями:
- Орден СССР «Знак Почета»[1] (1971 год).
- Орден Республики Қазақстан «Парасат»[1] (2001 год).
- «Қазақстан Республикасының Қарулы Куштеріне — 10 жыл» (2002 год).
- «Қазақстан Конституциясына — 10 жыл» (2005 год).
- «Қазақстан Республикасынын тәуелсіздігіне — 20 жыл» (2005 год).
- «Қазақстан Республикасының Парламентіне — 10 жыл» (2005 год).
- «Астана — 10 жыл» (2008 год).
- «Нәзір Төрекұлов» (2008 год).
- «Сағадат Нұрмағамбетов» (2018 год).
- «Астана — 20 жыл» (2018 год).
- «Мұхаметжан Тынышбаев» (2019).

медали СССР
- «За трудовую доблесть» (1960 год).
- «За доблестный труд» (1970 год).
- «Қазақ ССР 50 жыл» (1970 год).
- «Қазақ ССР 60 жыл» (1980 год).

Другие
Награждён медалью Монгольской Народной Республики:«Найрамдал» (1982 год).
Награждён следующим Сертификатом ПРООН:
«В знак признательности за верность и приверженность принципам ООН и неоценимый вклад в работу ООН в Қазақстане за последние 15 лет» (2008 год).

## Публикации
Является автором следующих изданий:
- «Методическое пособие по вопросам международных отношений для высших и средних учебных заведений на английском языке».
- «Учебно-методический комплекс „Тілашар — Phrase book — Разговорник“ для изучающих Қазақский, английский и русский языки».

## Звания
- Заслуженный работник дипломатической службы Республики Казахстан.
- Заслуженный работник культуры Қазақской ССР.
- Академик академии художеств Республики Казахстан.
- Академик Британской Академии по образованию.
- Профессор Института дизайна и технологии «Сән әлемі».
- Почетный член Парламента Перу.
- Отличник народного просвещения Казакской ССР.
- Член Союза журналистов Республики Казахстан.
- Почетный гражданин Ақсуского района Алматинской области Республики Казахстан.
- Почетный гражданин Алматинской области Республики Казахстан.